# Flüchtlingskrise in Ventimiglia 2015
Die Flüchtlingskrise in Ventimiglia 2015 war ein italienisch-französischer Konflikt um den illegalen Grenzübertritt von Flüchtlingen. Zwischen Ventimiglia in Ligurien und Menton in Südfrankreich kam es im Juni 2015 zu Tumulten um mehrere hundert Migranten, die an der Einreise nach Frankreich gehindert wurden. Die bis Frühling 2016 an der Ponte San Ludovico ausharrenden verbleibenden Menschen wurden in Italien wie auch Frankreich zu einem Symbol der Flüchtlingskrise in Europa 2015.

## Vorgeschichte und Rahmenbedingungen
Italien ist eines der Länder mit einer EU- und Schengen-Außengrenze, der blauen Grenze des Mittelmeers zu den Staaten des Maghreb. Diese war seit einigen Jahren zur Hauptroute der Flüchtlings- und Migrationsströme aus Afrika geworden. Im Laufe der Flüchtlingskrise in Europa 2015 waren schon an die 100.000 Menschen mit Booten nach Italien gekommen. Von diesen beantragte nur etwa ein Drittel Asyl in Italien. Die anderen wollten durchwegs in nördlichere europäische Länder und sahen Italien nur als Transitland, obschon das den Dublin-II/III-Regelungen widerspricht, die eine Zuständigkeit des Erstaufnahmelands vorsehen. Italien war – bis zur Eskalation auf der Balkanroute im Sommer des Jahres – mehrere Jahre das Haupttransitland für illegale Einwanderer über Österreich nach Deutschland und nach und durch Frankreich gewesen. Italien ist  organisatorisch mit dieser Lage überfordert und auch politisch unwillig, die Hauptlast der Aufnahme von Asylsuchenden in Europa zu leisten. Sukzessive wurde aufgehört Neuankömmlinge zu registrieren und die Durchwanderung durch Italien toleriert: Nur wenn es einem Flüchtling gelingt, Italien unidentifiziert zu passieren, kann er in einem anderen Land Asyl beantragen, ohne laut Dublin-Abkommen rückgeschoben zu werden.
Mit dem Einsetzen der Urlaubssaison nahm auch der regionalpolitische Druck zu, die süditalienischen Küstenorte von illegalen Flüchtlingslagern zu befreien.
Im Mai 2015 kam es dann zu Ankündigungen seitens der EU-Kommission, die schon seit Jahren diskutierte Flüchtlingsquote für alle EU-Staaten ad hoc durchzusetzen. Sie bot Italien für genaue Angaben über die italienischen Registrierungseinrichtungen an, 24.000 Menschen auf andere EU-Länder zu verteilen. Diese Quote ist jedoch für diejenigen Flüchtlinge eine Bedrohung, die ein bestimmtes Wunschland in Europa anstreben. „In Italien kamen vergangenes Jahr rund 170.000 Menschen an, aber nur 70.000 Menschen stellten einen Asylantrag. Alle anderen haben ihren Antrag in anderen europäischen Ländern gestellt.“ Parallel zum Angebot der EU-Kommission entstand durch missverständliche Äußerungen deutscher Behörden die Meinung, Deutschland würde das Dublinabkommen aussetzen und illegale Einwanderer nicht mehr rückschieben. Dadurch eskalierte dann der Flüchtlingsstrom von Italien nach Norden.
Neben den durch die Flüchtlingskrise verursachten innenpolitischen Spannungen im Land nahm auch der außenpolitische Druck auf Frankreich seitens des Vereinigten Königreichs zu: In Calais bestehen bereits seit 1999 wilde Flüchtlingscamps. Flüchtlinge versuchten den Eurotunnel zu passieren. Die Zustände am Tunnel waren zeitweise katastrophal. Auch Frankreich wurde in diesem Fall vorgeworfen, den Flüchtlingsstrom nicht im notwendigen Maß einzudämmen.

## Der Grenzkonflikt
Schon Mitte Mai verstärkte Frankreich seine Grenzkontrollen in Ventimiglia/Menton, dem einzigen bedeutenden Grenzübergang von Italien zur französischen Côte d’Azur, wo jede Woche hunderte Flüchtlinge den illegalen Grenzübertritt versuchten, überwiegend afrikanischer Herkunft (Äthiopier, Eritreer, Sudanesen), aber auch Syrer.
Weil die meisten Flüchtlinge per Zug einreisten, wurden sie am Bahnhof Menton aus dem Zug geholt und direkt nach Italien zurückgeschoben. Wegen der Untätigkeit der örtlichen italienischen Behörden, bürokratischer Hindernisse und auch der Duldungspolitik Italiens wurden diese Menschen nicht in die Anhaltelager Süditaliens rücküberstellt, sondern blieben in der Region. Der Bahnhofsvorplatz in Ventimiglia wurde in ein Notlager umfunktioniert. Rotes Kreuz und freiwillige Helfer übernahmen eine Notversorgung, erschwert dadurch, dass die meisten Männer den Fastenmonat Ramadan haltend untertags auf Nahrung und Trinken verzichteten.
Die rückgeschobenen und neuankommenden Flüchtlinge versuchten nun, zu Fuß die Grenze bei Ponte San Ludovico zu passieren, primär an der Landstraße SS1 (Via Aurelia)/D6007 (Route Bleue) und der Nebenstraße direkt an der Küste, aber auch entlang der dazwischenliegenden Bahnlinie. In der Folge waren die französischen Grenzposten überfordert, und die Grenzübergänge wurden ab dem 11. Juni mit massiven Gendarmeriekräften abgeriegelt. Mitte Juni lagerten dann schon um die 1500 Migranten an der Grenze entlang der Straße und teils auch direkt auf den Küstenfelsen der Balzi Rossi. Die Errichtung eines kontrollierten Flüchtlingslagers wurde von den Regionalbehörden abgelehnt.
Am 13. Juni kam es dann zu einem Sitzstreik vor dem Grenzübergang. Am 16. Juli, kurz vor dem Weltflüchtlingstag, räumte die italienische Polizei die größeren Flüchtlingscamps und verbrachte die Menschen in die Stadt Ventimiglia. Danach saßen noch etwa 600 Menschen fest.
Durch die schnelle Kommunikation der Flüchtlinge in einschlägigen sozialen Netzwerken flaute der Zustrom zum Grenzübergang in Folge schnell wieder ab. Teils verlagerten sich die Grenzübertritte in die umliegenden Alpen, teils großräumiger. Die meisten Flüchtlinge verliefen sich im Laufe der nächsten Tage.

## Die Lager an der Ponte San Ludovico und am Bahnhofsplatz
Die auf den Mittelmeerfelsen unweit der Ponte San Ludovico am Bach Roja campierenden rund 100 bis 200 Menschen, deren Anblick – fastend den Ramadan haltend – internationales Aufsehen erregt hatte, erklärten ihr Lager zu einer friedlichen Demonstration. Diese harren, schon in der Sommerhitze, weiter aus. Am 17. Juli wurde das Ende des Ramadan gefeiert, in Anwesenheit des Imam von Nizza und Aktivisten der No Borders-Gruppe, die das Camp betraut. Am 22. Juli erregte ein Konzert großes Aufsehen, das der Satiriker Vauro und die Gruppe Têtes de Bois mit den Flüchtlingen auf den Balzi Rossi veranstalteten, indem sie den Spruch “We are not going back” zur Protesthymne vertonten. Immer wieder kam es durch behördliche Maßnahmen zu Spannungen.
Mitte September verstärkte sich die Krise in Ventimiglia wieder, als das Flüchtlingslager am Hauptplatz neuerlich anwuchs. Es kam auch im Ort wieder zu Ausschreitungen.
Die letzten Flüchtlinge wurden dann erst im Mai 2016 in andere Auffanglager verbracht und die Lagerstätten am Roja und am Bahnhof gereinigt.

## Reaktionen
Bezüglich der EU-Asylpolitik sah sich Frankreich im Recht, da Italien das Erstaufnahmeland ist und daher für die Asylabwicklung zuständig. Bei den Abschiebungen berief es sich auf das Abkommen von Chambéry, einen bilateralen Vertrag von 1997, der es Italien und Frankreich erlaubt, Migranten ohne gültige Papiere unmittelbar in das jeweils andere Land abzuschieben, wenn auch nur ein Indiz besteht, dass sie von dort kommen. Andererseits war die Blockade ein Verstoß gegen das Schengener Abkommen, das die dauerhaften Grenzbesatzungen abgeschafft hatte. Dieses Ereignis war die erste gravierende Sperre einer Schengen-Innengrenze im Zuge der EU-Flüchtlingskrise. Frankreich hielt dem dagegen, dass Italien nicht einmal seiner Registrierungspflicht im Rahmen des Dublin-Prozesses nachgekommen war, was einen Ausnahmezustand darstelle.
Der italienische Innenminister Angelino Alfano sprach von einem „Schlag in Europas Gesicht“. Premier Matteo Renzi und Präsident François Hollande zeigten sich bei einem Treffen  im Rahmen der Mailänder Expo versöhnlich. Renzi sprach in Bezug auf Äußerungen von Matteo Salvini von der rechtspopulistischen Lega Nord, „es bringe nichts, hysterisch zu werden“, ähnlich auch Hollande zu Aussagen Marine Le Pens vom Front National.
In Ventimiglia kam es zu einer Protestaktion durch die rechtsradikale Génération Identitaire, die aber von der italienischen Polizei schnell aufgelöst wurde.